# Tiny Toon Adventures: Buster's Hidden Treasure
Tiny Toon Adventures: Buster's Hidden Treasure é o primeirojogo baseado em Tiny Toon Adventures lançado no Mega Drive / Genesis . Foi lançado em 1993 e desenvolvido e publicado pela Konami . Não foi lançado no Japão, mas foi lançado na Coréia do Sul, onde foi chamado apenas de Tiny Toons Adventures. 

## Jogabilidade
A missão de Buster Bunny neste jogo é rastrear e derrotar Montana Max , que roubou e escondeu algum tesouro e resgatou Babs Bunny . Muitos inimigos estão no caminho, incluindo Roderick Rat e Gene Splicer, que fizeram uma lavagem cerebral em vários amigos de Buster, incluindo Plucky Duck, Hamton J. Pig, Dizzy Devil e Calamity Coyote. Ao derrotar Gene, o capacete que controla os amigos de Buster cai e explode, deixando-os atordoados ou caindo de maneira cômica (no caso do Calamity Coyote).
Para completar cada nível, Buster deve encontrar Gogo Dodo , que permitirá que ele entre em um portal. Além disso, Buster pode encontrar portais remanescentes do logotipo em arco-íris do programa, que levarão Buster a Wackyland na forma de um nível de bônus. Aqui, Buster deve tentar coletar o máximo de itens possível antes de tocar em um dos inúmeros Dodos que povoam o nível.

## Recepção
A revista MegaTech elogiou os gráficos e o som, muitos níveis para explorar em diferentes paisagens, como bosques e neve. 